# Бруно (Аугсбург)
Бруно (на немски: Brun(o) von Augsburg, † 6 или 24 април 1029, Регенсбург) от род Лиудолфинги (или Саксонска династия‎), е епископ на Аугсбург от 1006 до 1029 година.

## Биография
Бруно е малкият син на Хайнрих II, херцог на Бавария, и неговата съпруга Гизела Бургундска, дъщеря на крал Конрад III от Бургундия. Брат е на по-късния император Хайнрих II († 1024) и на по-късната унгарска кралица Гизела († 1060), която е омъжена от 995 г. за крал Стефан I Унгарски.
През 1002 г. Бруно се бунтува против брат си Хайнрих II. Съюзява се с въстаналите Болеслав Храбри, херцога на Полша и Хайнрих от Швайнфурт. Бруно бяга в Унгария и между 1002 и 1005 г. помага на Стефан при организирането на неговата администрация. Хайнрих II го извиква обратно през 1005 г., прави го свой канцлер и следващата година епископ на Аугсбург.
Бруно остава немски канцлер и епископ на Аугсбург и след смъртта на брат му († 1024). Като духовник той не може да го наследи. През 1026 г. Бруно получава задача от Конрад II от Салическата династия да възпитава и обучава неговия син и наследник Хайнрих III. Това означава de facto даване на регентството по време похода в Италия на Конрад II (1026 – 1027). На Великден 1027 г. Бруно е със своя възпитаник Хайнрих в Рим и присъства на императорското короноване на Конрад II. През 1027 г. той участва в Синода от Франкфурт. Връзката на Бруно към Конрад е много добра, той се смята за един от най-важните му съветници.